# Matthew Boling
Matthew Boling (Houston, 20 giugno 2000) è un velocista statunitense.

## Carriera
Nel 2023 ha vinto la medaglia d'oro ai Mondiali di Budapest nella staffetta 4×400 metri mista, stabilendo anche il nuovo record del mondo in 3'08"80.

## Record nazionali
- Staffetta 4×400 metri mista: 3'08"80 ( Budapest, 19 agosto 2023) (con Rosey Effiong, Justin Robinson e Alexis Holmes)

## Palmarès
| Anno | Manifestazione   | Sede     | Evento        | Risultato | Prestazione | Note                          |
| ---- | ---------------- | -------- | ------------- | --------- | ----------- | ----------------------------- |
| 2018 | Mondiali U20     | Tampere  | 4×400 m       | Argento   | 3'05"26     | [ 2 ]                         |
| 2019 | Panamericani U20 | San José | 100 m piani   | Oro       | 10"11       | Miglior prestazione personale |
| 2019 | Panamericani U20 | San José | 200 m piani   | Oro       | 20"31       | Miglior prestazione personale |
| 2019 | Panamericani U20 | San José | 4×100 m       | Oro       | 38"62       |                               |
| 2019 | Panamericani U20 | San José | 4×400 m       | Oro       | 2'59"30     |                               |
| 2023 | Mondiali         | Budapest | 4×400 m       | Oro       | 2'57"31     | [ 2 ]                         |
| 2023 | Mondiali         | Budapest | 4×400 m mista | Oro       | 3'08"80     | Record mondiale               |
| 2024 | Mondiali indoor  | Glasgow  | 4×400 m       | Argento   | 3'02"60     |                               |
| 2024 | World Relays     | Nassau   | 4x400 m mista | Oro       | 3'10"73     | Record dei campionati         |